# 처치맨
처치맨(Churchman) 잡지는 교회사 학회에서 발행되는 복음주의적 성공회 학술지이다. The Churchman으로 1880년 시작되어 매달 발행되다가 1920년 일년 4회로 출판되었다. 편집위원장은 제널드 브래이이다.
초기 편집자들은 Walter Purton (1880–92), William McDonald Sinclair (1892–1901), Augustus Robert Buckland (1901–02), Henry Wace (1902–05), William Griffith Thomas (1905–10) and Guy Warman (1910 to 1914) 이었다.
논문의 기고자들은 다음과 같다: 존 찰스 라일, J. Stafford Wright, C. Sydney Carter, Geoffrey W. Bromiley, Philip Edgecumbe Hughes, Arthur Pollard, 제임스 패커, Alan Stibbs, 존 스토트, Roger Beckwith와 J. A. Motyer.